# HMS Danae (D44)
Pour les autres navires du même nom, voir HMS Danae.
Le HMS Danae est un croiseur léger de classe Danae construit pour la Royal Navy à la fin des années 1910. En 1944, le croiseur est prêté à la Marine polonaise et est rebaptisé ORP Conrad. Après la Seconde Guerre mondiale, il retourne dans la Royal Navy avant d'être mis au rebut en 1948.

## Historique
Le croiseur est lancé le 1er décembre 1916 pendant la Première Guerre mondiale et entre en service à compter du 26 janvier 1918. Ses premières missions sont consacrées à des patrouilles en mer du Nord avant de participer au conflit entre les Russes blancs et les Russes rouges d’octobre à novembre 1918, en compagnie de ses sister-ships Dragon et Dauntless. En février 1920, le Danae est déployé dans l’Atlantique au sein de la 1re flottille de croiseurs légers.
Dans la deuxième moitié des années Vingt, il participe à des missions d’escorte dans la Méditerranée au profit de la 1re flottille de croiseurs, puis rentre au Royaume-Uni pour y être modernisé. En 1935, il est engagé en Asie du Sud-Est et devient la cible des forces maritimes japonaises au début du conflit entre le Japon et la Chine.

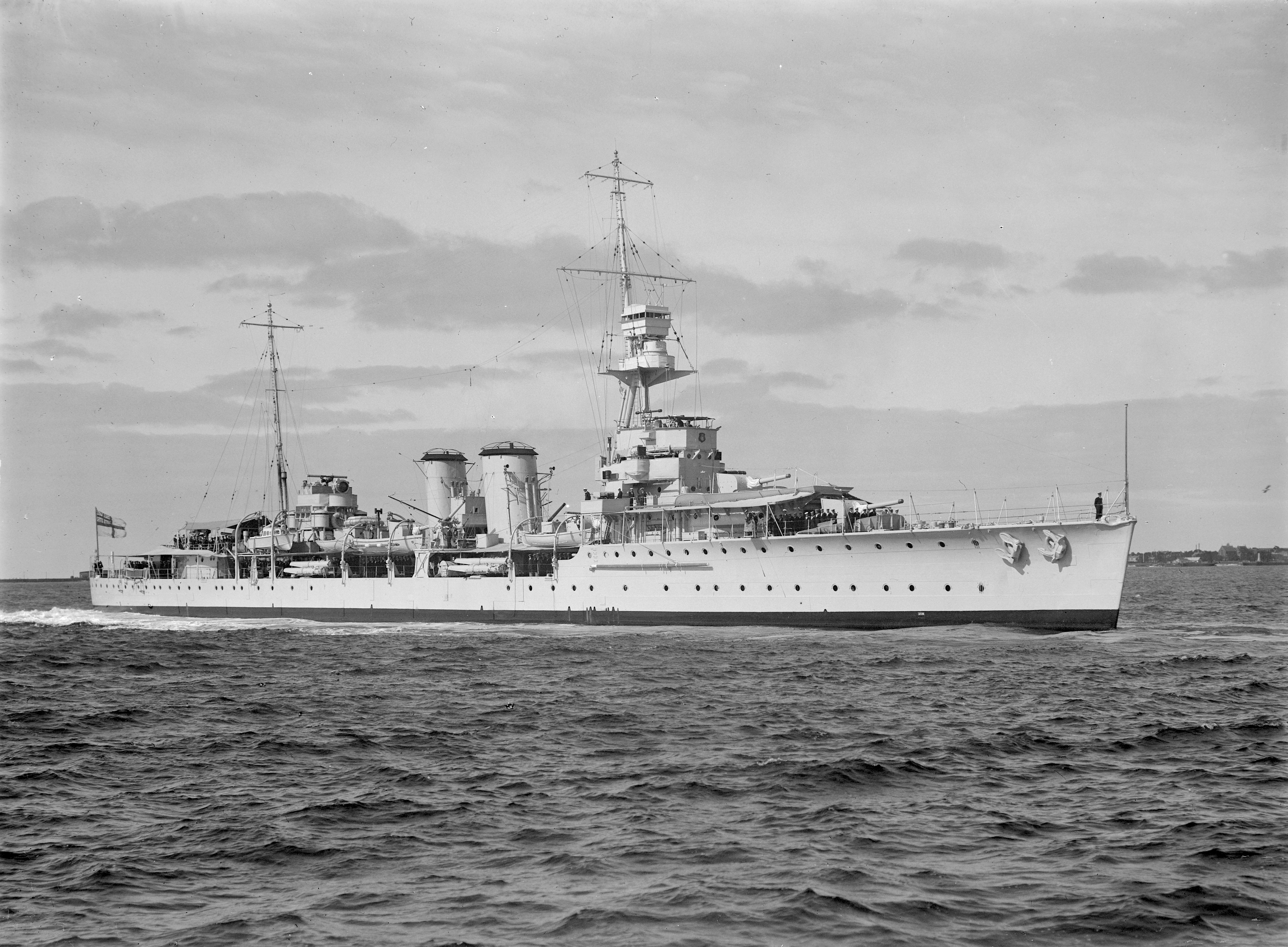
Le HMS Danae en 1937.

Rattaché à la 9e flottille de croiseurs au début de la Seconde Guerre mondiale, le Danae patrouille dans les mers et océans d’Asie du Sud-Est avant de passer onze mois à quai en remise en condition opérationnelle. De retour au service actif en juillet 1943, il est déployé dans la Manche en mars 1944 en vue de participer à l’opération Neptune au sein de la 1re flottille de croiseurs.
Le 6 juin 1944, il opère au large de Sword Beach et bombarde les batteries allemandes dans le secteur d’Ouistreham. Dans les jours qui suivent le débarquement de Normandie, il appuie de ses feux les troupes anglo-canadiennes dans la région au nord de Caen. En août 1944, il fait route vers le port de Plymouth où il doit être démilitarisé.

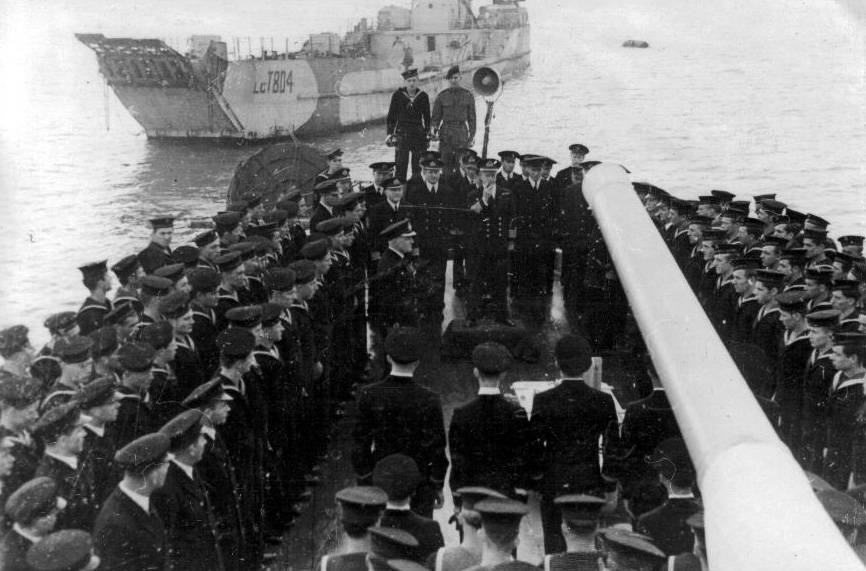
Marins polonais brandissant le drapeau polonais lors du transfert du Danae dans la Marine polonaise.

Mais en octobre 1944, le Danae est cédé aux forces maritimes polonaises qui se battent aux côtés des Alliés. Il est alors baptisé ORP Conrad et intègre la 10e flottille de croiseurs le 2 avril 1945. Mais sujet à de graves avaries, le Conrad est mis à quai des longues semaines en n’est à nouveau disponible que le 30 mai, trois semaines après la capitulation de l’Allemagne.
Le 28 septembre 1945, l’ORP Conrad est à nouveau cédé à la Royal Navy, avant de quitter définitivement le service actif le 22 janvier 1948 puis d’être démoli le 27 mars 1948 en Angleterre.